# Französische Formel-4-Meisterschaft
Die französische Formel-4-Meisterschaft ist eine Automobilrennserie in Frankreich.
Seit dem Jahr 2018 wird sie nach dem FIA-Formel-4-Reglement ausgetragen.

## Geschichte
Der Wettbewerb der französischen Formel Renault mit 1,6-Liter-Motoren heißt seit 2011 Championnat de France F4. Die Rennserie ist offen für Fahrer zwischen 14 und 21 Jahren. Alle Fahrer werden von der Organisation Fédération française du sport automobile (FFSA) betreut, sodass es keine Teams gibt. Im September 2017 gab die FFSA bekannt, dass zur Saison 2018 das Reglement der FIA von der Formel 4 übernommen und so eine FIA-zertifizierte Rennserie werde. Die Serie entfernte sich dadurch vom Einflussbereich von Renault Sport. Den drei bestplatzierten Fahrern wird nach der Meisterschaft trotzdem ein Platz in der Renault Sport Academy angeboten.

## Technisches Reglement

### Chassis

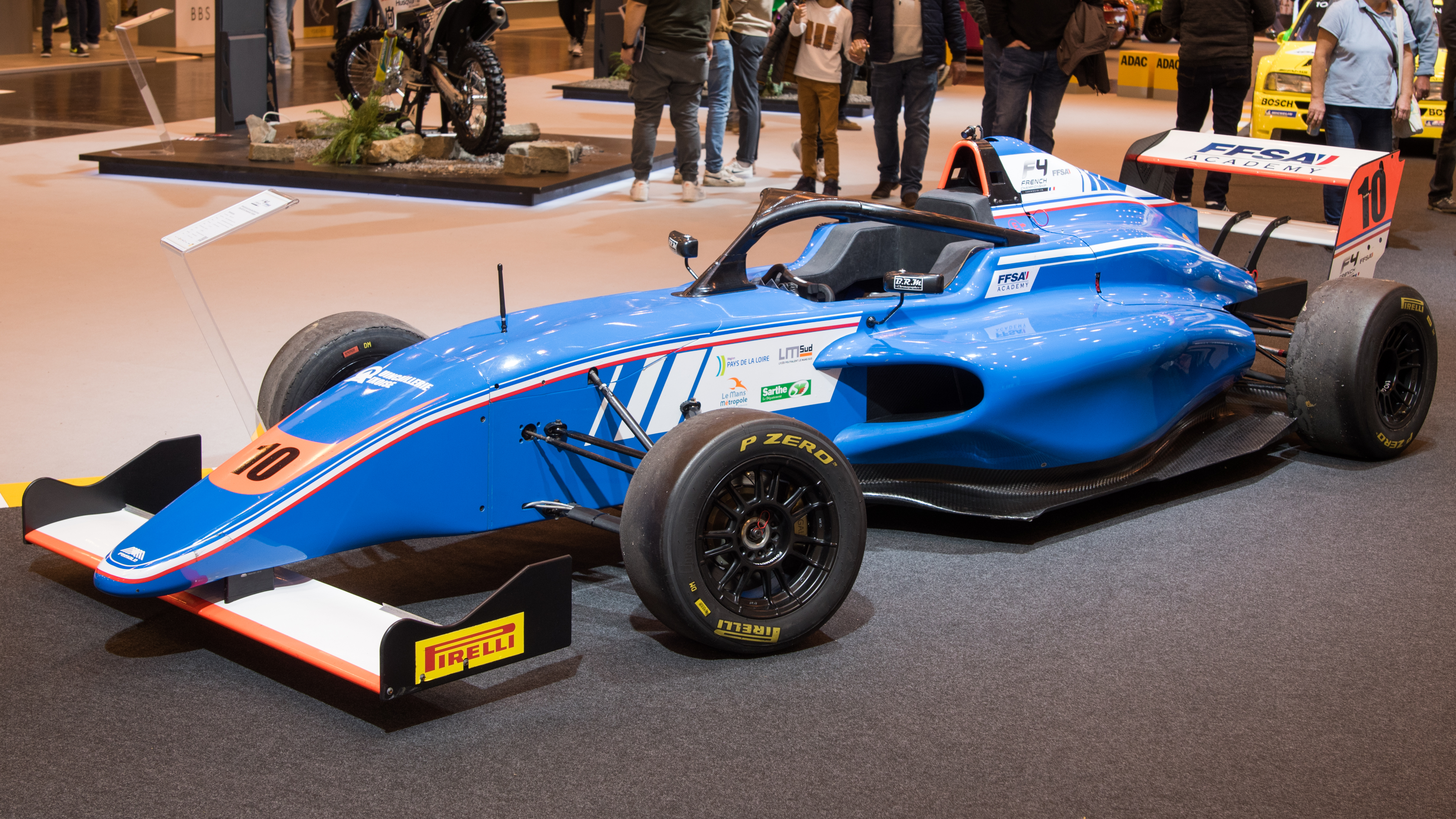
Der Mygale M21-F4 (2022)

In der französischen Formel-4-Meisterschaft wird als Chassis seit 2022 das von der FIA homologierte Mygale M21-F4 aus Frankreich eingesetzt, ein Monocoque aus CFK. Als Aufhängung wird vorne sowie hinten eine Doppelquerlenkerachse mit innenliegenden Federn und starren Stoßdämpfern, betätigt über Schubstangen, eingesetzt. Der Treibstofftank fasst 45 Liter.
Von 2018 bis 2021 wurde der Mygale M14-F4 eingesetzt. Als Aufhängung wurde vorne sowie hinten eine Doppelquerlenkerachse mit innenliegenden Federn und Stoßdämpfern, betätigt über Schubstangen, eingesetzt. Der Treibstofftank fasste 48 Liter. Von der Gründung weg bis 2017 wurde das Signatech-Chassis FR1.6 eingesetzt.

### Motor und Getriebe
Als Motor wird seit 2020 ein aufgeladenen 1,3-Liter-TCe-160-Turbomotor von Renault  eingesetzt. Als Getriebe wird ein sequentielles Sechsgang-Halbautomatikgetriebe mit Schaltwippen von Sadev bezogen.
Von 2017 bis 2019 wurde ein 2,0-Liter-F4R-Saugmotor von Renault eingesetzt. Von der Gründung weg bis 2016 setzte man ein 1,6-Liter-K4MRS-Saugmotor, ebenfalls von Renault, ein.

### Reifen
Als Bereifung kommen Pirelli-Slickreifen zum Einsatz. Bis 2019 wurden die Reifen von Kumho bezogen.

## Bisherige Meister
| Saison | Meister            | Punkte | Zweiter            | Punkte | Dritter          | Punkte | Junior             | Punkte            | International      | Punkte            | Quelle |
| ------ | ------------------ | ------ | ------------------ | ------ | ---------------- | ------ | ------------------ | ----------------- | ------------------ | ----------------- | ------ |
| 2011   | Matthieu Vaxivière | 146,5  | Andrea Pizzitola   | 120,5  | Pierre Gasly     | 104,5  | Nicht ausgetragen  | Nicht ausgetragen | Nicht ausgetragen  | Nicht ausgetragen | [ 6 ]  |
| 2012   | Alexandre Baron    | 278,5  | Simon Tirman       | 182,5  | Simon Gachet     | 148,5  | Nicht ausgetragen  | Nicht ausgetragen | Nicht ausgetragen  | Nicht ausgetragen | [ 7 ]  |
| 2013   | Anthoine Hubert    | 365,5  | Jules Gounon       | 236,5  | Tristan Viidas   | 169,5  | Nicht ausgetragen  | Nicht ausgetragen | Nicht ausgetragen  | Nicht ausgetragen | [ 8 ]  |
| 2014   | Lasse Sørensen     | 387,5  | Dorian Boccolacci  | 238,5  | Felix Hirsiger   | 226,5  | Dorian Boccolacci  | 327,5             | Lasse Sørensen     | 385,5             | [ 9 ]  |
| 2015   | Valentin Moineault | 329,5  | Sacha Fenestraz    | 253,5  | Gabriel Aubry    | 227,5  | Sacha Fenestraz    | 384,5             | Valentin Moineault | 389,5             | [ 10 ] |
| 2016   | Ye Yifei           | 421,5  | Gilles Magnus      | 278,5  | Michael Benyahia | 218,5  | Nicht ausgetragen  | Nicht ausgetragen | Nicht ausgetragen  | Nicht ausgetragen | [ 11 ] |
| 2017   | Arthur Rougier     | 303,5  | Victor Martins     | 299,5  | Florian Venturi  | 156,5  | Nicht ausgetragen  | Nicht ausgetragen | Nicht ausgetragen  | Nicht ausgetragen | [ 12 ] |
| 2018   | Caio Collet        | 303,5  | Ugo de Wilde       | 237,5  | Ulysse de Pauw   | 224,5  | Théo Pourchaire    | 408,5             | Nicht ausgetragen  | Nicht ausgetragen | [ 13 ] |
| 2019   | Hadrien David      | 281,5  | Reshad de Gerus    | 233,5  | Nicky Hays       | 173,5  | Victor Bernier     | 330,5             | Nicht ausgetragen  | Nicht ausgetragen | [ 14 ] |
| 2020   | Ayumu Iwasa        | 338,5  | Ren Sato           | 257,5  | Isack Hadjar     | 233,5  | Valentino Catalano | 390,5             | Nicht ausgetragen  | Nicht ausgetragen | [ 15 ] |
| 2021   | Esteban Masson     | 236,5  | Hugh Barter        | 213,5  | Macéo Capietto   | 203,5  | Alessandro Giusti  | 311,5             | Nicht ausgetragen  | Nicht ausgetragen | [ 16 ] |
| 2022   | Alessandro Giusti  | 300,5  | Hugh Barter        | 241,5  | Souta Arao       | 227,5  | Nicht ausgetragen  | Nicht ausgetragen | Nicht ausgetragen  | Nicht ausgetragen | [ 17 ] |
| 2023   | Evan Giltaire      | 317,5  | Enzo Peugeot       | 313,5  | Kevin Foster     | 216,5  | Nicht ausgetragen  | Nicht ausgetragen | Nicht ausgetragen  | Nicht ausgetragen | [ 18 ] |
| 2024   | Taito Kato         | 280,5  | Yani Stevenheydens | 274,5  | Jules Caranta    | 266,5  | Nicht ausgetragen  | Nicht ausgetragen | Nicht ausgetragen  | Nicht ausgetragen | [ 19 ] |